# Polyalthia angustissima
Polyalthia angustissima är en kirimojaväxtart som beskrevs av Henry Nicholas Ridley. Polyalthia angustissima ingår i släktet Polyalthia och familjen kirimojaväxter. Inga underarter finns listade i Catalogue of Life.